# El Pedregal (Michoacán)
El Pedregal es una localidad del estado mexicano de Michoacán. Es parte del municipio de Huiramba. Fue fundada el 10 de octubre de 1909.

## Demografía
| Gráfica de evolución demográfica |
|                                  |

| Censo | Población |
| ----- | --------- |
| 1921  | 53        |
| 1930  | 57        |
| 1940  | 65        |
| 1950  | 238       |
| 1960  | 362       |
| 1970  | 554       |
| 1980  | 657       |
| 1990  | 573       |
| 2000  | 771       |
| 2010  | 1172      |
| 2020  | 1369      |